# Вербочный
Вербочный — хутор в Новоаннинском районе Волгоградской области России. Входит в состав Полевого сельского поселения. Население 53 человек (2010).

## География
Расположен в северо-западной части области, в лесостепи, в пределах Хопёрско-Бузулукской равнины, являющейся южным окончанием Окско-Донской низменности.
Уличная сеть состоит из двух географических объектов: ул. Мира и ул. Центральная.
Абсолютная высота 133 метра над уровнем моря.

## История
В 1962 г. указом Президиума Верховного Совета РСФСР поселок 1-го отделения совхоза имени Вильямса переименован в Вербочный.

## Население
| 2010 |
| ---- |
| 53   |

Гендерный состав
По данным Всероссийской переписи населения 2010 года в гендерной структуре населения из 53 человек мужчин — 25, женщин — 28 (47,2 и 52,8 % соответственно).
Национальный состав
Согласно результатам переписи 2002 года, в национальной структуре населения
русские составляли 79 % из общей численности населения в 91 человек.

## Инфраструктура
Развитое сельское хозяйство. Личное подсобное хозяйство.
Внутрипоселковый газопровод включён в областную целевую программу «Газификация Волгоградской области на 2013—2017 годы».

## Транспорт
Просёлочные дороги ведут на железнодорожную станцию остановочный пункт «764 километр» и, через хутор Звёздка (Черкесовское сельское поселение), на федеральную автотрассу Каспий.